# چهره بی‌احساس

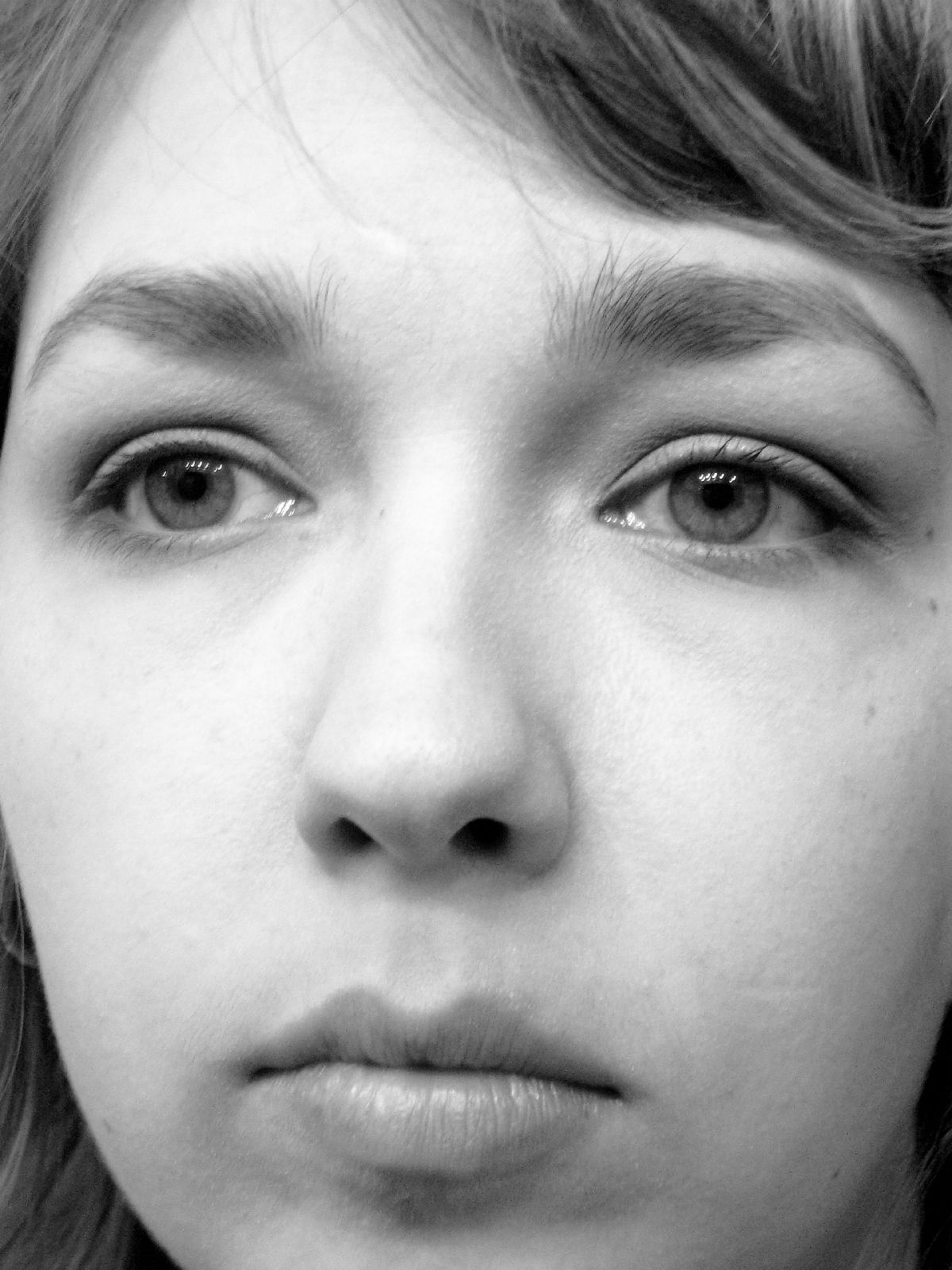
یک زن با چهره بی‌احساس

چهرهٔ بی‌احساس (یا چهرهٔ بی‌روح و خنثی) یک حالت چهره است که خنثی است و هیچ حسی را بیان نمی‌کند. این حالت ممکن است بر اثر فقدان احساس، افسردگی، بی‌حوصله‌گی یا یا گیجی مانند زمانی که کسی به چیزی ارجاع می‌دهد که شنونده هیچ ایده‌ای از آن ندارد.
اگر کسی احساسات خود را به نحوی پنهان کند که در چهرهٔ وی نشانی از آن نباشد، به آن پوکرفیس می‌گویند که یکی از تکنیک‌ها در بازی پوکر برای جلوگیری از خواندن کارت‌ها از روی حالت چهره توسط رقبا است.